# Panolidia melanota
Panolidia melanota är en insektsart som beskrevs av Nielson 1979. Panolidia melanota ingår i släktet Panolidia och familjen dvärgstritar. Inga underarter finns listade i Catalogue of Life.